# Roklubben Lillebælt
Roklubben Lillebælt er en roklub, som er placeret tæt på den gamle lillebæltsbro på Fynssiden i bygningen "Søbadet". Der roes både havkajak og inrigger. Antallet af aktive medlemmer i 2007 er på ca. 40.

## Historie
- April 2004: Stiftende generalforsamling.
- Maj 2004: I samarbejde med Højskolen Snoghøj anvises en bådplads øst for højskolen.
- Juli 2004: Standerhejsning ved den nye bådplads.
- Oktober 2004: Skurvogn som klublokale på Højskolevej.
- Foråret 2005: Højskolen afbryder samarbejdet med roklubben.
- Maj 2005: Skurvognen flyttes til det kommunalt ejede stykke jord, ca. 50 meter vest for Højskolen.
- Juni 2005: Det er ikke muligt at få en byggetilladelse på det kommunale stykke jord. Der anvises en plads på Trelde Næs eller i Skærbæk.
- Hele 2006: Der roes stadig fra det kommunale område vest for højskolen.
- Ultimo 2006: Kommunen truer med politianmeldelse hvis ikke skurvognen flyttes.
- Primo 2007: Efter 3 års resultatløse forhandlinger med Fredericia Kommune indledes et samarbejde med Middelfart kommune.
- Marts 2007: Klubben flytter ind i "Søbadet" på fynssiden af Lillebælt.
- April 2007: Standerhejsning i det nye klubhus.